# Границе (район Хеб)
Границе (чеш. Hranice, нем. Rossbach) — город в районе Хеб Карловарского края Чехии.
Традиционное немецкое название города — Rossbach, что можно перевести как «лошадиный ручей».

## История
Первое письменное упоминание города относится к 1413 году. В 1633 году 40 человек в Границе умерли во время эпидемии бубонной чумы. В 1806 году здесь была построена текстильная фабрика — одна из наиболее важных в Богемии, однако в 1840 году местный совет отверг план строительства через город новой дороги, что стало причиной снижения производства в текстильной отрасли. Промышленному росту тем не менее способствовало последующее строительство железных дорог: ветки Аш-Границе (в 1885 году) и её продолжения Границе — Адорф (в 1906 году). В ходе Первой Мировой войны Границе был почти полностью разрушен, население города тогда сильно страдало от голода.

## География
Расположен на границе с Германией, в 12 км к северу от города Аш, на высоте 679 м над уровнем моря. Ближайший город с германской стороны — Бад-Эльстер, находится в земле Саксония. Площадь составляет 31,80 км².
С 1949 по 1990 был местом пограничного стыка границ ФРГ, ГДР и Чехословакии.

## Достопримечательности
Из достопримечательностей города стоит отметить евангелистскую церковь XIV века и католическую церковь Пресвятой Девы Марии, построенную в 1894 году.

## Население
| Год  | Численность | Численность |
| ---- | ----------- | ----------- |
| 1869 | 5982        | [ 6 ]       |
| 1880 | 6296        | [ 6 ]       |
| 1890 | 6047        | [ 6 ]       |
| 1900 | 6568        | [ 6 ]       |
| 1910 | 7281        | [ 6 ]       |
| 1921 | 6357        | [ 6 ]       |
| 1930 | 6922        | [ 6 ]       |
| 1950 | 3160        | [ 6 ]       |
| 1961 | 2417        | [ 6 ]       |
| 1970 | 2496        | [ 6 ]       |
| 1980 | 2428        | [ 6 ]       |
| 1991 | 2280        | [ 6 ]       |
| 2001 | 2266        | [ 6 ]       |
| 2011 | 2096        | [ 6 ]       |
| 2014 | 2178        | [ 7 ]       |
| 2016 | 2145        | [ 8 ]       |
| 2017 | 2140        | [ 9 ]       |
| 2018 | 2098        | [ 10 ]      |
| 2019 | 2129        | [ 11 ]      |
| 2020 | 2147        | [ 12 ]      |
| 2021 | 2151        | [ 13 ]      |
| 2022 | 2057        | [ 14 ]      |
| 2023 | 2087        | [ 15 ]      |
| 2024 | 2101        | [ 3 ]       |

## Галерея

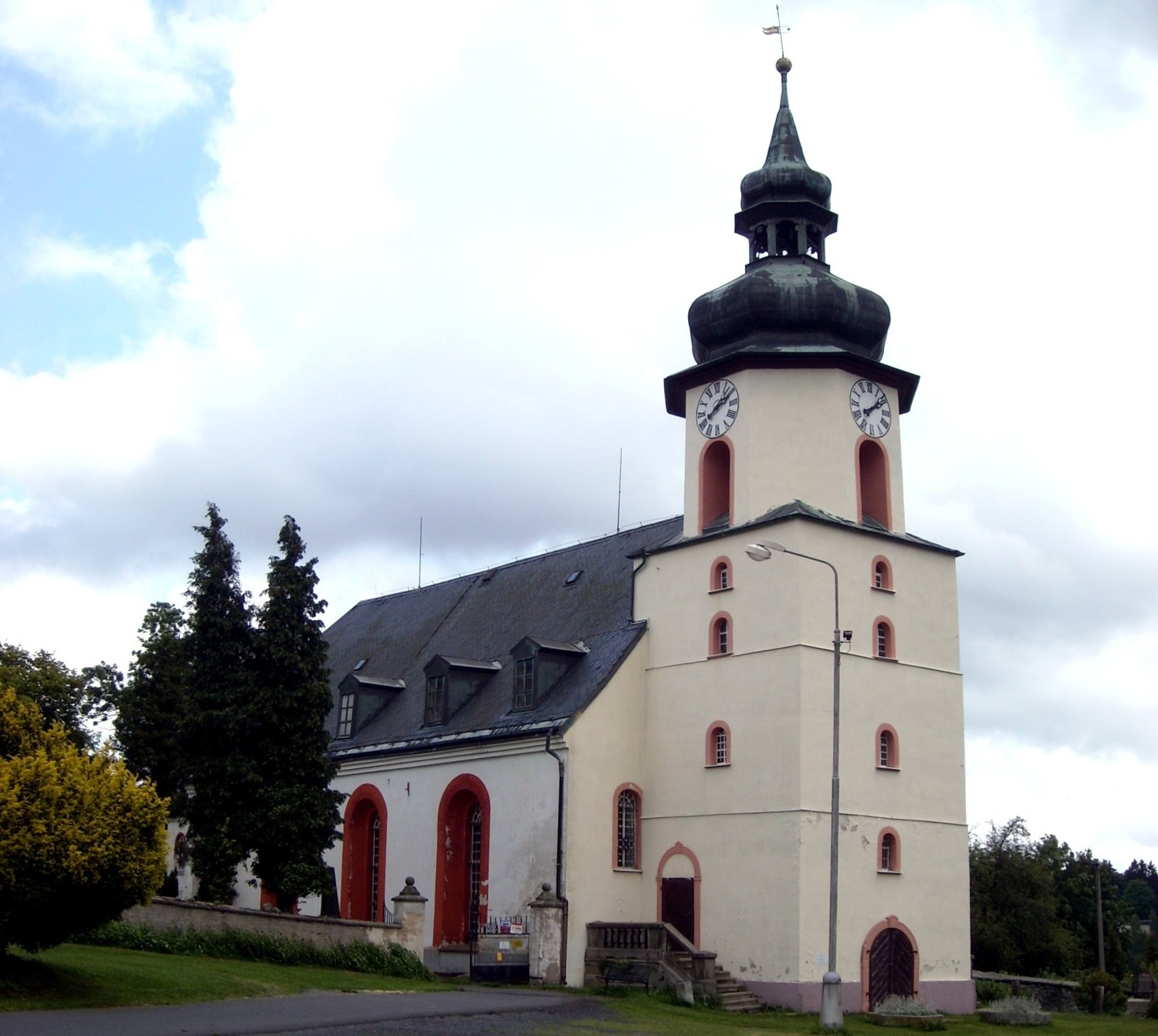
Евангелистская церковь
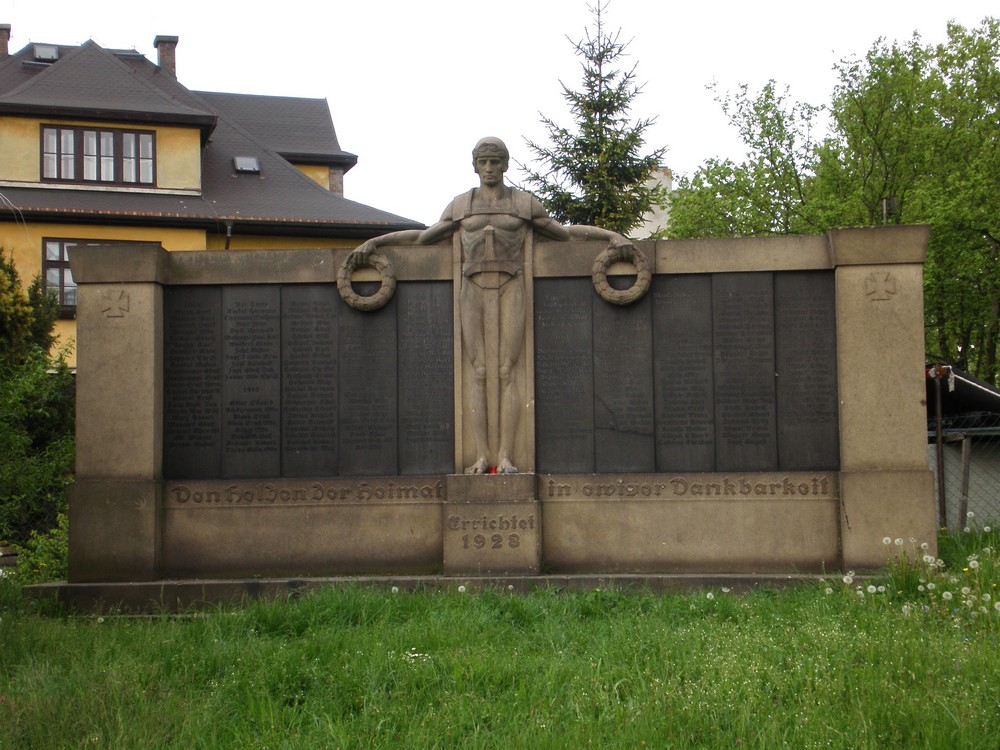
Памятник жертвам Первой мировой войны
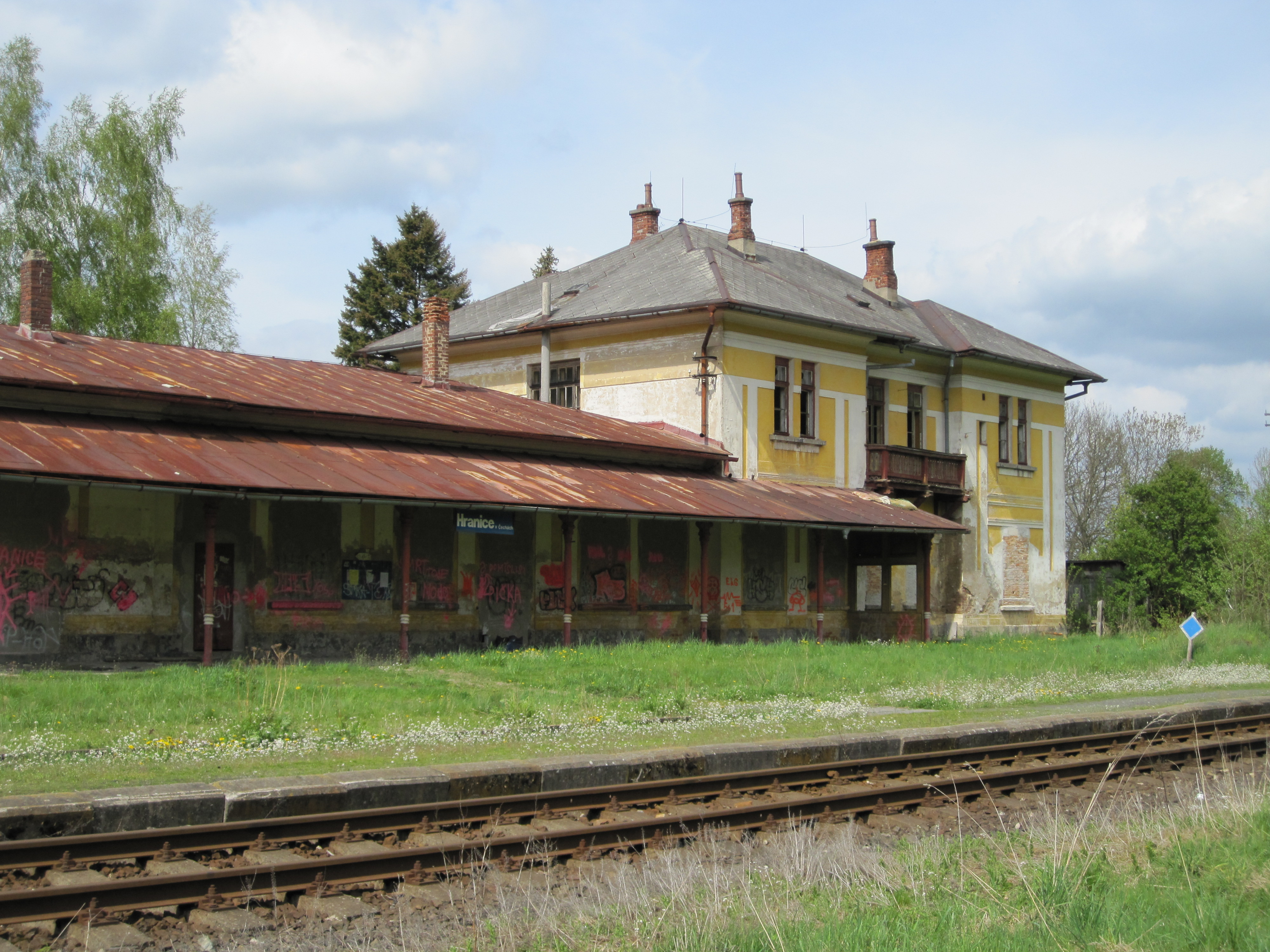
Железнодорожная станция